# 松本航
松本 航（まつもと わたる、1996年11月28日 - ）は、兵庫県朝来市出身のプロ野球選手（投手）。右投右打。埼玉西武ライオンズ所属。

## 経歴

### プロ入り前
小学校2年生から野球を始め、当初は内野手だった。朝来市立梁瀬中学校の軟式野球部で投手を務める。明石商業高校に進み、2年生夏以降は主戦投手となった。3年の夏は兵庫県大会準々決勝で辰己涼介を擁する社高校に敗れた。
進学した日本体育大学では、野球部で2年生時に首都大学野球連盟の最高殊勲選手と最優秀投手に選出される。首都大学リーグでは通算30勝を挙げ、3年生時には2017年夏季ユニバーシアードに野球代表選手として出場した。
2018年10月25日に行われたNPBドラフト会議で埼玉西武ライオンズより1位指名を受け、契約金1億円＋出来高払い5000万円、年俸1500万円で入団に合意した。背番号は17。なお、明石商業高校出身では初のプロ野球入りした選手となる。

### 西武時代
2019年は春季キャンプをA班でスタートし、開幕ローテーション入りを勝ち取ったが、開幕直前の3月20日、40℃台の高熱により寮で静養となり、同24日には軽い肺炎と診断され、開幕を二軍で迎えた。4月17日の二軍戦で実戦復帰を果たし、5月19日のオリックス・バファローズ戦ではプロ初登板初先発となり、5回4安打2四球1奪三振2失点という内容でプロ初勝利を挙げた。その後は先発ローテーションを回ったものの、決め球となる変化球が無く、球数がかさんでしまう場面が目立ち、6イニングを投げきれずに降板する試合が続いた。8度目の先発登板となった7月7日の千葉ロッテマリーンズ戦で初めて6イニングを投げたが、自身の失策も絡み、3安打6四死球2奪三振4失点（自責点0）という内容で敗戦投手。試合後には二軍降格が決定し、翌8日に出場選手登録を抹消された。7月11日に開催されたフレッシュオールスターに選出されており、4番手として1イニングを無安打1四球無失点に抑えた。同25日の東北楽天ゴールデンイーグルス戦で一軍へ昇格し、この試合は6回1失点の好投で勝利投手となったが、以降は2試合連続で結果を残せず、8月9日に出場選手登録を抹消された。8月19日の福岡ソフトバンクホークス戦で一軍へ再昇格し、6回2失点に抑えながらも敗戦投手となり、腰痛で離脱していた今井達也が復帰する兼ね合いで同23日に再び出場選手登録を抹消された。二軍調整期間中に、走者無しでもセットポジションに変更し、4度目の一軍昇格となった9月5日のオリックス戦では6回2失点で勝利投手。続く同13日のロッテ戦で初めて7イニングを投げきり、2安打5四球8奪三振無失点という内容で勝利投手となった。ただ、その後の2先発では結果を残せず、ソフトバンクとのCSファイナルステージでは台風による日程変更もあり、リリーフとして2試合に登板した。レギュラーシーズンでは16試合に先発登板し、イニング数は85回1/3と決め球に乏しく球数がかさむという課題は残したが、7勝4敗・防御率4.54を記録。オフに600万円増となる推定年俸2100万円で契約を更改した。
2020年は新型コロナウイルスの影響で開幕が6月19日に延期となるも、開幕ローテーション入り。ただ、開幕前の練習試合では投球内容に大きな不安を残しており、開幕直後の2先発ではいずれも5四死球の乱調。5度目の先発登板となった7月18日の楽天戦でシーズン初勝利を挙げるも、2本の本塁打で5回3失点という内容であり、この時点でリーグワーストの7被本塁打。5先発で防御率6.39と振るわず、翌19日に出場選手登録を抹消された。7月29日のソフトバンク戦で一軍再昇格となり、この試合は5回4失点で敗戦投手。ただ、8月はイニング数こそ少ないながらも月間防御率1.59、9月は2試合で7イニングを投げきるなど、月間防御率2.88を記録した。しかし、10月は月間防御率7.71と再び状態を落とし、チームのCS進出が懸かった11月8日のロッテ戦でも4回途中3失点と先発の役割を果たせなかった。再昇格後も四死球と被本塁打の多さは解消されておらず、この年はリーグワースト2位の与四球56、同1位タイの被本塁打19を記録。20試合の先発登板のうち、12試合で5回までに降板とイニング数を稼げず、6勝7敗・防御率4.37という成績であった。オフに900万円増となる推定年俸3000万円で契約を更改した。
2021年は開幕4試合目の北海道日本ハムファイターズ戦でシーズン初登板初先発となったが、7点の援護を貰いながらも5回0/3を7安打3四球3失点と不安定な投球内容であり、続く2先発はいずれも乱調で敗戦投手。14イニングで14四死球と振るわず、4月17日のソフトバンク戦から中継ぎに配置転換。同20日のオリックス戦でレギュラーシーズンでは初となるリリーフ登板を果たし、最速153km/hを計測した。4試合のリリーフ登板で9回2/3を3失点、与えた四死球が1個に対し奪った三振が10個という好投を見せると、辻発彦監督は先発復帰を示唆。5月8日のソフトバンク戦で先発復帰を果たすと、同15日のロッテ戦では8回無失点、自己最多132球の熱投。チームが5月だけで3度試合中止に見舞われた影響で試合数こそ少なかったが、月間3先発で3勝・防御率0.43と好成績を収め、森友哉と共に5月の月間最優秀バッテリー賞を受賞した。7月5日には監督推薦でオールスターゲームへの初出場が決まり、同17日の球宴第2戦に2番手として登板。2イニングを3者連続奪三振を含む無失点に抑えた。ただ、6月以降は前年のように被本塁打と与四死球が失点に絡む場面が多くなっており、五輪によるレギュラーシーズン中断で調整期間があったものの後半戦に入ってもその悪癖を修正できず、6月28日のソフトバンク戦で7勝目を挙げたのを最後に白星から遠ざかった。9月16日の日本ハム戦では自己最多の10奪三振、初の2桁奪三振を記録したが、自身の連敗を止めることはできなかった。10戦未勝利で迎えた10月7日のソフトバンク戦、101日ぶりの勝利をプロ初完投初完封で飾った。シーズン最後の登板となった10月20日の日本ハム戦では5回5失点ながら打線の援護に恵まれ、初の2桁勝利を達成。この年はシーズンを通して一軍に帯同し、初めて規定投球回に到達し、防御率3.79はリーグワーストであったものの、28試合（24先発）の登板で10勝8敗を記録。オフに2400万円増となる推定年俸5400万円で契約を更改した。
2022年は開幕5試合目の日本ハム戦でシーズン初先発となり、5回2/3を3失点で勝利投手となった。ただ、続く4月6日の楽天戦では初回先頭から2者連続四球を与えたのを皮切りに3点を失い、5回4失点で敗戦投手。5月4日のロッテ戦でも初回先頭の与四球から5点を失い、3回7失点で敗戦投手となると、5月9日に発熱、翌10日には新型コロナウイルス陽性判定者と接触があり、5月12日に特例2022で出場選手登録を抹消された。6月11日の広島東洋カープ戦で一軍復帰となり、4回5安打1四球1失点で勝敗は付かなかった。復帰後は離脱前と異なり、試合序盤は順調に抑えながらも4回以降に捕まる場面が多く、8回二死までノーヒットピッチングを継続した試合や自己最長の9回2/3を投げ抜いた試合もあったが、試合中盤のイニング途中で降板する試合が目立ち、この年は21試合の先発登板で7勝6敗・防御率3.19という成績であった。オフに1100万円増となる推定年俸6500万円で契約を更改した。
2023年は4年連続で開幕ローテーション入り。春先から不安定な投球が続いたこともあり、開幕6試合目の楽天戦でシーズン初登板初先発となったが、6回無失点の好投でシーズン初勝利を挙げた。ただ、続く4月14日の日本ハム戦では3回裏に野村佑希に先制3点本塁打を打たれるなど、6回4失点で敗戦投手となると、この試合を含めて6試合連続で被本塁打を記録。特に5月は試合を作れない登板が目立ち、月間4先発で0勝3敗と白星から遠ざかった。6月5日の横浜DeNAベイスターズ戦では5回までに6得点と打線の援護に恵まれ、ピンチでは好守にも助けられ、5回5安打3四球と苦しい投球内容ながらも2失点と粘り、4月25日以来の白星となるシーズン3勝目を挙げた。しかし、その後は2巡目以降に相手打線に捕まる登板が続き、7月9日のオリックス戦でも2巡目に捕まり、3回裏に打者11人で7失点を喫し、この回限りで降板して敗戦投手となり、自身3連敗。12試合の先発登板で3勝7敗・防御率4.45と振るわず、松井稼頭央監督は「それを含めて、考えないといけないですね」と松本の二軍再調整を示唆し、翌10日に出場選手登録を抹消された。8月12日のロッテ戦で約1か月ぶりに一軍での先発機会を得ると、勝敗は付かなかったものの、8回5安打3四死球6奪三振1失点と好投。続く同20日のソフトバンク戦でも6回2失点と試合を作り、2か月半ぶりの白星となるシーズン4勝目を挙げた。その後はシーズン終了まで先発ローテーションを回り、この年は20試合の先発登板で6勝8敗・防御率3.47という成績であった。オフに700万円減となる推定年俸5800万円で契約を更改した。
2024年、オープン戦では球数がかさむ投球が目立ち、計13回を投げて被安打16・与四球7・防御率4.85という成績であった。開幕ローテーションには入り、3月31日の楽天戦でシーズン初登板初先発となったが、チームが3点を先制した直後に同点を許すなど、5回92球で降板。5安打3四球1奪三振3失点という内容で勝敗は付かなかった。その後は好投を続け、開幕から4先発で1勝1敗・防御率1.91を記録していたものの、5月7日のロッテ戦からブルペン待機。同10日終了時点で救援防御率5.04、守護神・アブレイユに繋ぐセットアッパーが不在というチーム事情があり、松本は翌11日の楽天戦で3年ぶりのリリーフ登板。1点リードの8回表を任されると、最速154km/hを計測し、1イニングを無失点に抑えてプロ初ホールドを挙げた。ただ、前半戦終了までに4度の救援失敗があり、後半戦初のホールド機会となった8月7日のオリックス戦では宗佑磨に決勝のソロ本塁打を被弾して敗戦投手。続く同10日の日本ハム戦では2点ビハインドの8回裏から登板するも、先頭から2者連続被弾で1回2失点という内容であり、翌11日に出場選手登録を抹消された。その後は青山美夏人が体調不良で登録抹消となったことを受け、8月23日の楽天戦、同30日の日本ハム戦、登録抹消を経て9月13日のロッテ戦、同21日のロッテ戦と4試合に先発登板するも0勝3敗・防御率8.53。全登板で被本塁打を喫し、前述のリリーフ登板を含めると6登板連続被弾と振るわず、9月22日に出場選手登録を抹消された。そのまま二軍でシーズンを終え、この年は34試合（8先発）の登板で1勝9敗6ホールド・防御率3.93という成績であり、オフに600万円減となる推定年俸5200万円で契約を更改した。

## 選手としての特徴
| 球種         | 配分 % | 平均球速 km/h | 被打率 |
| ------------ | ------ | ------------- | ------ |
| ストレート   | 55.5   | 146.6         | .243   |
| カットボール | 16.0   | 136.7         | .346   |
| フォーク     | 11.4   | 134.0         | .114   |
| カーブ       | 10.0   | 111.4         | .167   |
| スライダー   | 07.2   | 123.3         | .071   |

浮き上がるようなストレートが特徴のフライボールピッチャー。最速は大学時代に155km/h、プロ入り後は154km/hを計測している。
変化球はスプリット、カットボール、カーブ、スライダーなどを投じる。スライダーについては、プロ1年目は試合で投げていなかったが、オフに西口文也投手コーチから教えを受け改良した。

## 人物
2020年1月1日に一般女性と結婚した。

## 詳細情報

### 年度別投手成績
| 年 度     | 球 団     | 登 板 | 先 発 | 完 投 | 完 封 | 無 四 球 | 勝 利 | 敗 戦 | セ 丨 ブ | ホ 丨 ル ド | 勝 率 | 打 者 | 投 球 回 | 被 安 打 | 被 本 塁 打 | 与 四 球 | 敬 遠 | 与 死 球 | 奪 三 振 | 暴 投 | ボ 丨 ク | 失 点 | 自 責 点 | 防 御 率 | W H I P |
| --------- | --------- | ----- | ----- | ----- | ----- | -------- | ----- | ----- | -------- | ----------- | ----- | ----- | -------- | -------- | ----------- | -------- | ----- | -------- | -------- | ----- | -------- | ----- | -------- | -------- | ------- |
| 2019      | 西武      | 16    | 16    | 0     | 0     | 0        | 7     | 4     | 0        | 0           | .636  | 384   | 85.1     | 87       | 11          | 46       | 1     | 2        | 65       | 8     | 0        | 47    | 43       | 4.54     | 1.56    |
| 2020      | 西武      | 20    | 20    | 0     | 0     | 0        | 6     | 7     | 0        | 0           | .462  | 452   | 103.0    | 89       | 19          | 56       | 1     | 2        | 66       | 2     | 0        | 55    | 50       | 4.37     | 1.41    |
| 2021      | 西武      | 28    | 24    | 1     | 1     | 0        | 10    | 8     | 0        | 0           | .556  | 638   | 149.2    | 137      | 15          | 64       | 0     | 4        | 130      | 4     | 0        | 63    | 63       | 3.79     | 1.34    |
| 2022      | 西武      | 21    | 21    | 1     | 0     | 0        | 7     | 6     | 0        | 0           | .538  | 536   | 129.2    | 106      | 8           | 44       | 1     | 3        | 104      | 3     | 0        | 49    | 46       | 3.19     | 1.16    |
| 2023      | 西武      | 20    | 20    | 1     | 0     | 0        | 6     | 8     | 0        | 0           | .429  | 496   | 116.2    | 102      | 14          | 48       | 1     | 5        | 89       | 3     | 1        | 48    | 45       | 3.47     | 1.29    |
| 2024      | 西武      | 34    | 8     | 0     | 0     | 0        | 1     | 9     | 0        | 6           | .100  | 284   | 66.1     | 54       | 11          | 29       | 1     | 2        | 41       | 1     | 0        | 32    | 29       | 3.93     | 1.25    |
| 通算：6年 | 通算：6年 | 139   | 109   | 3     | 1     | 0        | 37    | 42    | 0        | 6           | .468  | 2790  | 650.2    | 575      | 78          | 287      | 5     | 18       | 495      | 21    | 1        | 294   | 276      | 3.82     | 1.32    |

- 2024年度シーズン終了時
- 各年度の太字はリーグ最高

### 年度別守備成績
| 年 度 | 球 団 | 投手  | 投手  | 投手  | 投手  | 投手  | 投手     |
| 年 度 | 球 団 | 試 合 | 刺 殺 | 補 殺 | 失 策 | 併 殺 | 守 備 率 |
| ----- | ----- | ----- | ----- | ----- | ----- | ----- | -------- |
| 2019  | 西武  | 16    | 1     | 11    | 1     | 0     | .923     |
| 2020  | 西武  | 20    | 5     | 8     | 2     | 1     | .867     |
| 2021  | 西武  | 28    | 5     | 23    | 0     | 3     | 1.000    |
| 2022  | 西武  | 21    | 10    | 14    | 1     | 3     | .960     |
| 2023  | 西武  | 20    | 2     | 12    | 1     | 1     | .933     |
| 2024  | 西武  | 34    | 3     | 7     | 0     | 0     | 1.000    |
| 通算  | 通算  | 139   | 26    | 75    | 5     | 8     | .953     |

- 2024年度シーズン終了時
- 各年度の太字はリーグ最高

### 記録
初記録
投手記録
- 初登板・初先発登板・初勝利・初先発勝利：2019年5月19日、対オリックス・バファローズ9回戦（京セラドーム大阪）、5回2失点[12]
- 初奪三振：同上、2回裏に西野真弘から見逃し三振
- 初完投・初完封勝利：2021年10月7日、対福岡ソフトバンクホークス24回戦（メットライフドーム）、9回無失点[78]
- 初ホールド：2024年5月11日、対東北楽天ゴールデンイーグルス8回戦（ベルーナドーム）、8回表に2番手で救援登板、1回無失点[130]

打撃記録
- 初打席：2019年6月9日、対横浜DeNAベイスターズ3回戦（横浜スタジアム）、3回表に上茶谷大河から投前犠打

その他の記録
- オールスターゲーム出場：1回（2021年）

### 背番号
- 17（2019年[5] - ）